# 釋師範
釋師範（1178年—1249年），字無準，號佛鑑禪師。四川梓潼（今中國四川省梓潼縣人）人，俗姓雍，為南宋臨安府徑山寺沙門，為禪宗六祖惠能大鑑禪師下第二十世孫，臨濟宗破庵祖先禪師（1136年－1211年）法嗣，禪門高僧。師範禪師先後住持了四明之梨洲、明州之清涼、嵩山之少林，雪竇、徑山、育王等道場。
紹定五年（1232），奉敕住徑山，次年入慈明殿說法，宋理宗賜號佛鑑。南宋理宗淳佑九年（1249）示寂。

## 生平

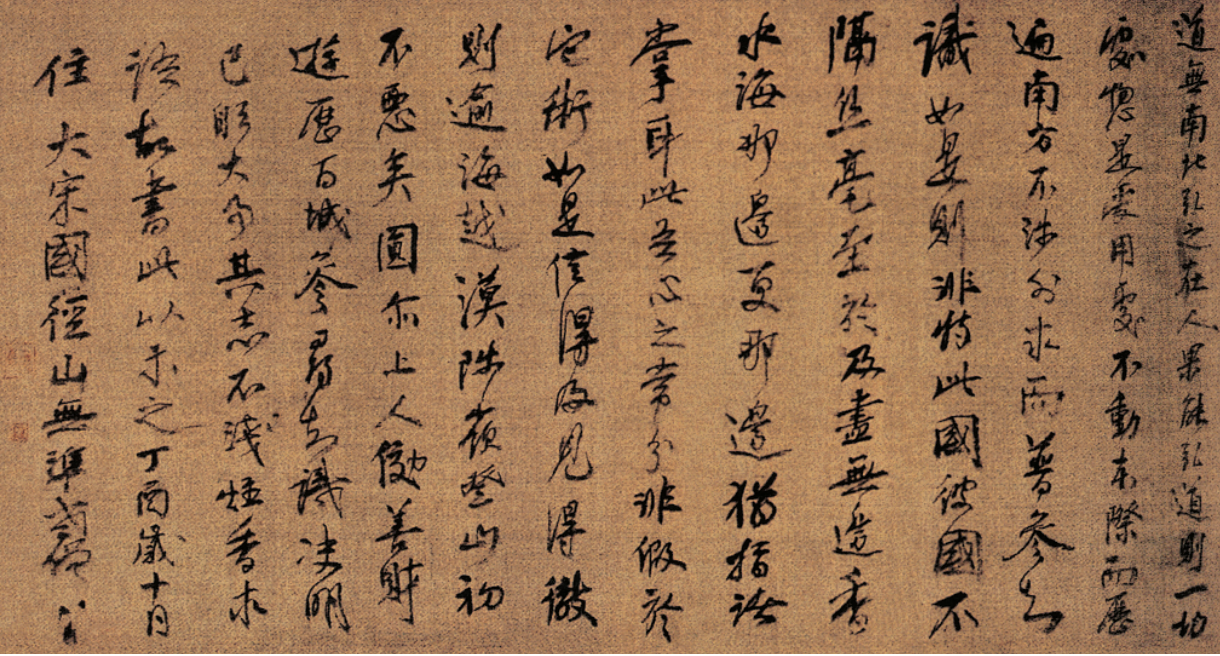
住大宋国径山无准与日僧圆尔往来书信

師範法師九歲時依陰平山道欽和尚出家，讀書過目成誦，聰明過人。南宋紹熙五年（1194年），揹著腰包行囊行腳至成都正法寺，向益堯首尚請教坐禪工夫。堯和尚說：「禪是何物？坐的是誰？」法師於是日夜參究。一天如廁時，因為提著話頭，而有所省悟。隔年到廣浙參謁佛照禪師於阿育王寺，照禪師問：「何處人啊？」師範法師回：「劍州。」禪師又問：「帶得劍來嗎？」法師便大喝一聲！佛照禪師笑曰：「這烏頭子也亂做。」（師貧無錢財剃髮，故人見之都稱他烏頭子。）。
師範法師後陸續向多位大德參學，如:靈隱寺的松源岳禪師、淨慈寺的肯堂充禪師，及傳授法脈傳承予他江西華秀峰的破庵祖先禪師，悟境深厚。一日有一道人問破庵禪師說：「猢猻子捉不住奈何？」破庵回曰：「用捉作麼？如風吹水自然成文。」師範禪師聽後，言下大悟。不久後下山，分別擔任明州清涼寺、焦山寺、雪竇寺、徑山等寺住持。於南宋宋理宗紹定六年（1233年），奉召入修政殿說法，賜金縷僧衣，賜號「佛鑑禪師」。
佛鑑禪師於南宋宋理宗淳祐九年（1249年）三月十八日圓寂，世壽七十二歲。圓寂前與來客言笑諧謔一如平常，到夜裡寫了一首偈：「來時空索索，去也赤條條，更要問端的，天台有石橋」偈一寫完便頃刻即逝。圓寂後停龕十四天，理宗遣中使送供香賜錢帛以治後事，將佛鑑禪師全身安於圓照塔中供奉。

## 法嗣

### 師長
- 釋道欽
- 釋祖先

### 弟子
- 雪巖祖欽
- 天台妙倫
- 環溪唯一
- 退耕德寧
- 西巖了慧
- 月坡普明
- 別山祖智
- 圓爾辨圓
- 兀菴普寧
- 無學祖元
- 清靈叟源
- 希叟紹曇
- 性才法心
- 妙見道祐
- 松坡宗憩
- 了然法明

## 著作
- 《無準和尚奏對語錄》一卷（《卍續藏[5]》X70）
- 《無準師範禪師語錄》五卷（《卍續藏》X70）